# E-터레인 모드
e-터레인 모드(영어: e-TERRAIN MODE)는 기존 터레인 모드의 전기차 버전으로, 노면 상황에 따라 운전자가 적합한 주행 모드를 선택하면 시스템이 네 바퀴의 미끄러짐을 감지한 뒤 구동력과 제동력을 최적화한다.

## 상세
e-터레인 모드는 기존 터레인 모드와 동일한 기능을 제공하지만, 주행 모드 선택 후 시스템을 제어하는 영역에서 보다 뛰어나다. 이는 전기차의 구동계가 내연기관 자동차보다 덜 복잡하기 때문이다. 기존 터레인 모드에서 AWD 제어, ESC 제어, TCU 제어, ECU 제어 등 4가지 부분을 통합 제어해야 되지만, e-터레인 모드는 VCU 제어와 ESC 제어 등 2가지만을 통해 기능을 구현한다.
또한, e-터레인 모드는 2WD 모드로 주행할 수 있게 해주는 디스커넥트 액츄에이터 시스템의 특성을 역 이용해 시스템의 반응 속도를 높인다. 2WD 모드 작동을 제한하고 상시 AWD 상태를 유지해 노면 변화에 빠르게 반응한다. 
e-터레인 모드는 제네시스 GV80, GV70에 적용되었다.

## 같이 보기
- 제네시스
- 전기자동차
- 도로